# Elektretmikrofon

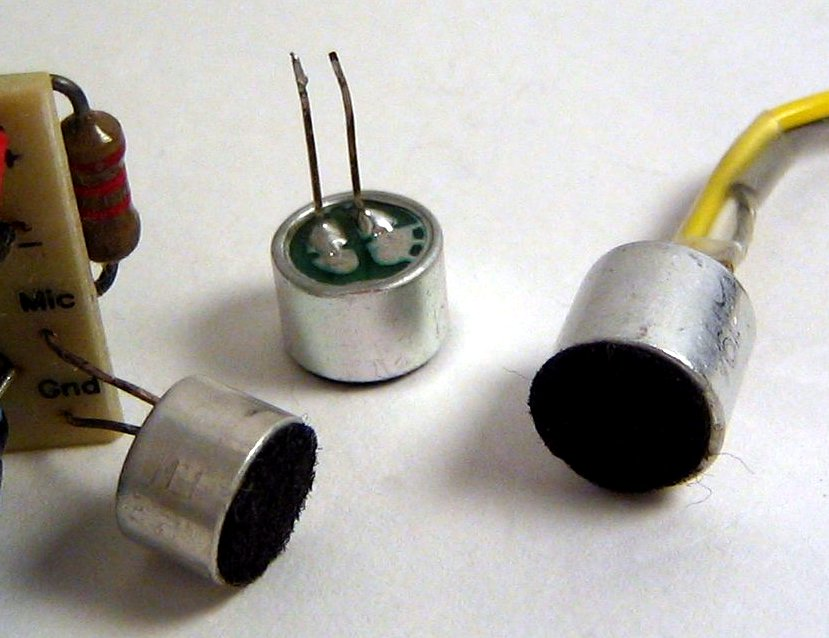
Der Durchmesser dieser Elektretmikrofonkapseln beträgt etwa 10 mm.

Das Elektretmikrofon oder genauer Elektret-Kondensatormikrofon ist eine spezielle Bauart des Kondensatormikrofons. Dank ihrer kompakten Bauweise, des geringen Preises und der guten Signalqualität werden Elektretmikrofone in sehr großen Stückzahlen hergestellt. In modernen Sprachkommunikationsmitteln (Telefone, Recorder, HiFi- und Durchsagemikrofone) wurden sie durch MEMS-basierte Mikrofone verdrängt, die kompakter, billiger und feuchtigkeits- und temperaturstabiler als Elektret-Mikrofone sind und meist schon geeignete Digitalschnittstellen besitzen.

## Geschichte
Elektretmikrofone wurden erstmals in den 1920er Jahren in der Literatur erwähnt. Allerdings waren die damals vorgeschlagenen Elektretmaterialien wegen ihres raschen Ladungszerfalls als Elektrete nicht besonders gut geeignet und ließen sich auch nicht in den für eine relativ große Mikrofonkapazität erforderlichen dünnen Schichten herstellen. Deshalb war den damaligen Elektretmikrofonen kein dauerhafter Erfolg beschieden. Erst durch die Erfindung des Folien-Elektretmikrofons durch Gerhard Sessler und James E. West bei den Bell Laboratories im Jahre 1962 konnten diese Schwierigkeiten überwunden werden. Dabei wurde als Elektretmaterial zunächst PET-Folie und kurz danach die heute noch fast ausschließlich benutzte dünne Teflon-Folie verwendet. Derartige Elektretmikrofone haben sich dann kommerziell durchgesetzt.

## Aufbau

Schnitt durch ein Elektretmikrofon. Die linke Folie (1) wird durch Schallwellen (4) in Schwingungen versetzt und ist als Elektret mit getrennten positiven Ladungen (5 und 6) ausgeführt

Elektretmikrofone stellen Kondensatormikrofone mit einem bei der Herstellung aufgetragenen Elektret dar. Ähnlich wie ein Permanentmagnet ein eingefrorenes magnetisches Feld trägt, trägt ein Elektret ein eingefrorenes elektrisches Feld. Dieses übernimmt die sonst bei Kondensatormikrofonen notwendige Vorspannung und erlaubt damit einen einfacheren Betrieb. Auf Grund der hohen Impedanz ist allerdings ein Impedanzwandler direkt an der Mikrofonkapsel notwendig.
Es gibt drei Bauformen von Elektretmikrofonen:
- Diaphragma-Typ: Die Membran selbst ist das Elektret.
- Front-Elektret: Das Elektret ist auf der Membran aufgebracht.
- Back-Elektret: Das Elektret ist auf der feststehenden Metallplatte aufgebracht.

Das Elektret weist eine eingefrorene Ladung Q auf, die abhängig von der Kapazität der Kapsel eine Spannung induziert. Der Gleichspannungsanteil dieser Spannung fließt mit der Zeit über parasitäre Widerstände ab, so dass ohne Schalleinwirkung keine Spannung an der Kapsel anliegt. Über folgende Beziehungen kommt es bei Schalleinwirkung durch Membranauslenkung und Veränderungen des Abstands d (Δd) zu Wechselspannungen an der Kapsel:
{\displaystyle C={\frac {\varepsilon \cdot A}{d}}}
{\displaystyle U={\frac {Q}{C}}={\frac {Q\cdot d}{\varepsilon \cdot A}}}
{\displaystyle \Delta U={\frac {Q\cdot \Delta d}{\varepsilon \cdot A}}}
Da wegen des Elektrets keine Kondensatormembran-Vorspannung benötigt wird, reicht für einfache Anwendungen eine Spannung ab 1,5 V zur alleinigen Versorgung des Impedanzwandlers aus. Dieser Impedanzwandler mit sehr hochohmigem Eingang ist in die Mikrofonkapsel integriert. Er wird fast immer mit einem Sperrschicht-Feldeffekttransistor (JFET) realisiert, der einen Speisestrom von weniger als 1 mA benötigt. Die Betriebsspannung für diesen eingebauten Verstärker wird entweder intern von einer Batterie oder extern durch Tonaderspeisung oder Phantomspeisung bereitgestellt.

Schaltbild einer Mikrofonkapsel, JFET in Source-Schaltung

Man unterscheidet zwischen zweipoligen und dreipoligen Kapseln. Dreipolige Kapseln werden vorzugsweise in Drainschaltung betrieben, während zweipolige Kapseln nur in Sourceschaltung (siehe Schaltbild) betrieben werden können. Bei zweipoligen Kapseln ist eine separate Zuführung der Betriebsspannung über eine eigene Leitung bzw. Steckerkontakt nicht möglich. Während die dreipolige Variante einen geringen Klirrfaktor sichert, gibt die zweipolige Variante die Möglichkeit, über einen ebenfalls zweipoligen 3,5 mm-Klinkenstecker an die Soundkarte eines PCs angeschlossen zu werden. Deshalb findet man diese Variante als Standard bei Soundkarten. Es liegt in der Natur dieser Beschaltung, dass das Ausgangssignal invertiert wird, d. h., dass eine Druckwelle als negatives elektrisches Signal umgesetzt wird.

## Nachteile
Elektretmikrofone weisen folgende Nachteile auf:
- geringere Empfindlichkeit als klassische Kondensatormikrofone
- höhere Serienstreuung der Empfindlichkeit durch Schwankungen der Dicke und Polarisation des Elektrets
- Empfindlichkeitsverlust durch Alterung und Ladungsverlust
- Empfindlichkeitsverlust durch hohe Temperaturen, Totalausfall in Autos im Sommer bei üblichen Temperaturen
- mechanische Alterung der Membran beim Diaphragma-Typ

Mittelbare Nachteile:
- geringe Pegelfestigkeit durch meist niedrige Speisespannung des Impedanzwandlers
- verzerrt, weil dieser in Source-Schaltung betrieben wird und keine Gegenkopplung in der Sourceleitung vorhanden ist.